# 決してマネしないでください。
『決してマネしないでください。』（けっしてマネしないでください、英語: Please do not attempt, never.）は、蛇蔵による日本の漫画。略称は「決マネ」。講談社の『週刊モーニング』にて2014年24号から2016年1号まで月1回で連載、講談社モーニングKCより刊行された。全3巻。工科医大を舞台に、主人公の恋愛模様を多彩な科学実験や偉人たちの逸話、理系大学のあるある話などを交えつつ描いたラブコメディ。
NHK総合テレビ「よるドラ」枠の第4弾として実写ドラマ化され、2019年10月から12月に放送された。

## あらすじ
工科医大の理論物理の学生の掛田、高科教授、有栖、テレス、白石、飯島らが、一風変わった科学実験をしながら科学の発達の基礎と歴史を紹介する漫画である。掛田の飯島への恋を、みんなで応援しながら話が展開していく。

## 登場人物

### ストーリーに登場する人物
掛田理（かけだ さとし）
本作の主人公。理論物理学を専攻する工科医大の学生。21歳。学食で働く飯島さんに恋をしている。高科教授のゼミの学生で、教授の実験サークルに入っている。素数が好き。
飯島京子（いいじま きょうこ）
工科医大の学生食堂で働く調理師。学生ではないが高科教授の実験サークルに出入りする。
高科（たかしな）
工科医大の理論物理学の教授。掛田が所属するゼミの担当教師。危険な実験を行うサークル活動をしている。
有栖伊音（ありす いおん）
工科医大の工学部の研究者。高科教授の実験サークルに加わっている。
テレス
工科医大で学ぶ留学生。有栖の友人で、高科教授の実験サークルに加わっている。日本語、英語、ラトビア語、ロシア語に通じている。
白石（しろいし）
工科医大の医学部の研究者。アメリカ合衆国留学時代以来の高科との友人。高科教授の実験サークルに出入りしている。
小鹿のゾンビ（本名不明）
高科研究室の本棚の後ろに住む小鹿のバンビの着ぐるみを着た女性。時々出没して、女心についてアドバイスをする。かつて、高科の教え子で優秀な物理学科の学生だった。作品中、モデルが実在する唯一のキャラ。
カツ代
工科医大の学生食堂の飯島の同僚。
立橋（たてはし）
工科医大の工学部の女性助教授。有栖の担当教官で、実は有栖の実の姉。
飯島鈴（いいじま すず）
飯島の姪。6歳。飯島の姉の娘で、多忙な姉に代わり飯島がお世話をしている。工科医大で迷子になる。掛田になつく。蛙が好き。

## 作品中で紹介されている人物
アリストテレス(B.C.384-B.C.322)
「空気」の材料は空気と言い切った古代ギリシアの哲学者。(Q.1に登場)
ヤン・ファン・ヘルモント(1579-1644)
gasという言葉を作った医師、錬金術師(Q.1に登場)
ジョセフ・ブラック(1728-1799)
二酸化炭素を発見したスコットランドの科学者(Q.1に登場)
ヘンリー・キャベンデッシュ(1731-1810)
水素を発見した科学者(Q.1に登場)
アントワーヌ・ラボアジェ(1743-1794)
酸素を発見したフランスの科学者(Q.1に登場)
ゼンメルヴァイス(1818-1865)
ハンガリー人でウィーン総合病院産科医長(Q2.に登場)
ウィリアム・ハルステッド
ゴム手袋を使うことを広めたアメリカ人医師(Q.2に登場)
ジョン・ハンター
解剖学の権威のイギリス人医師(Q3.に登場)
ニコラ・テスラ(1856-1943)
テスラコイルを発明したアメリカ合衆国の発明家(Q.4に登場)
ヘンドリック・シェーン
有機物の超電導の権威(Q.5に登場)
グレゴリオ13世
グレゴリオ暦を発明した人物(Q.6に登場)
ジョン・フォン・ノイマン
アメリカの数学者、物理学者、経済学者でコンピュータの開発者の一人。(Q7.に登場)
アラン・チューリング(1912-1954)
イギリスの学者でコンピュータの概念を考えた。エニグマの解読器を開発。(Q.7に登場)
エルヴィン・シュレディンガー(1887-1961)
シュレディンガーの猫で有名な学者
アイザック・ニュートン
万有引力の発見者。
ゴットフリート・ライプニッツ
哲学者で数学者、二進法の確立者。
ガルバーニ(1737-1798)
死んだカエルの足から、電気を発見したイタリア人
ボルタ(1745-1827)
電池を発明した人物
ガスナー(1855-1942)
乾電池を発明した人物
屋井先蔵(1864-1927)
乾電池を世界で最初に発明した人物
ダニエル・ベルヌーイ
「ベルヌーイの定理」の発見者
ティコ・ブラーエ
天空の城ラピュタのモデルになった天空の城ウラニボリで観測を行った天文学者で占星術師。
ヨハネス・ケプラー(1571-1630)
ケプラーの法則の発見者
ベンジャミン・フランクリン
アメリカ合衆国の経営者、政治家、科学者、発明家。格言カレンダー、アメリカ合衆国を発明した人物。

## 書誌情報
- 蛇蔵『決してマネしないでください。』講談社〈モーニングKC〉、全3巻
  1. 2014年12月22日刊行 ISBN 978-4-06-388415-9
  2. 2015年6月23日刊行 ISBN 978-4-06-388473-9
  3. 2016年2月23日刊行 ISBN 978-4-06-388565-1

## テレビドラマ
NHK総合「よるドラ」枠で2019年10月26日から12月14日まで放送された。全8回。主演は本作が連続ドラマ初主演となる小瀧望（ジャニーズWEST）。

### キャスト
- 掛田理 - 小瀧望（ジャニーズWEST）→牧村泉三郎（老年期）
- 飯島さん - 馬場ふみか
- テレス - ラウール（Snow Man / ジャニーズJr.）
- 有栖伊音 - 今井悠貴
- たかしお兄さん - 山崎裕太
- ゾンビちゃん - 佐野ひなこ
- 田中さん - 織田梨沙
- Mr.マリック - Mr.マリック
- 白石教授 - マキタスポーツ
- 高科教授 - 石黒賢

### スタッフ
- 原作 - 蛇蔵『決してマネしないでください。』
- 脚本 - 土屋亮一、福田晶平、鎌田順也
- 音楽 - 石塚徹、Soma Genda、Hayato Yamamoto、Teje
- 撮影 - 鈴木靖之
- 照明 - 森紀博
- 音声 - 東凌太郎
- 美術 - 橋本昌和
- 編集 - 伊藤伸行
- 音響効果 - 武田拓也
- 科学考証 - 多久和理実
- 制作統括 - 谷口卓敬（NHK）、八木亜未（大映テレビ）
- 演出 - 片桐健滋、長尾楽、笠井大雅、榊英雄
- 制作・著作 - NHK、大映テレビ

### 放送日程
| 放送回 | 放送日   | ラテ欄               | 脚本     | 演出     |
| ------ | -------- | -------------------- | -------- | -------- |
| 第1回  | 10月26日 | 科学と超絶ラブコメ   | 土屋亮一 | 片桐健滋 |
| 第2回  | 11月02日 | 指先から電流が!      | 福田晶平 | 片桐健滋 |
| 第3回  | 11月09日 | 飯島さんを知りたい!  | 鎌田順也 | 片桐健滋 |
| 第4回  | 11月16日 | 君にもみじまんじゅう | 福田晶平 | 長尾楽   |
| 第5回  | 11月23日 | 飯島さんモトカレ疑惑 | 土屋亮一 | 笠井大雅 |
| 第6回  | 11月30日 | 恋のハングオーバー!  | 鎌田順也 | 榊英雄   |
| 第7回  | 12月07日 | ついに初デート?      | 土屋亮一 | 榊英雄   |
| 最終回 | 12月14日 | 実るか掛田君の初恋   | 土屋亮一 | 榊英雄   |

| NHK総合 よるドラ                                 | NHK総合 よるドラ                                          | NHK総合 よるドラ                         |
| 前番組                                           | 番組名                                                    | 次番組                                   |
| ------------------------------------------------ | --------------------------------------------------------- | ---------------------------------------- |
| だから私は推しました （2019年7月27日 - 9月14日） | 決してマネしないでください。 （2019年10月26日 - 12月14日) | 伝説のお母さん （2020年2月1日 - 3月21日) |